# Предварительное объявление
Предварительное объявление (англ. forward declaration) является таким типом объявления, при котором сборщик (компилятор) имеет возможность разрешить ссылки из различных частей программы. Предварительное объявление позволяет программисту ссылаться на объекты, о которых компилятор ещё не знает, но которые будут определены в процессе компиляции позже.
В программировании предварительное объявление — это объявление идентификатора (типа, переменной или функции), для которого программист ещё не дал полного определения. Объявление идентификатора требуется компилятору для того, чтобы знать тип (размер) идентификатора, но не его значения (в случае переменных).
```
void
 
printThisInteger
(
int
);

```

В C/C++, приведённая строка означает предварительное объявление функции и является её прототипом. После обработки этого объявления, компилятор даёт возможность программисту ссылаться на сущность printThisInteger в остальной части программы. Определение функции должно быть описано где-то ещё (в том же или другом файле; задача линковщика — сопоставить ссылки на данную функцию в одном или нескольких объектных файлах с её единственным определением в другом):
```
void
 
printThisInteger
(
int
 
x
)
 
{

   
printf
(
"%d
\n
"
,
 
x
);

}

```

Переменные могут быть объявлены и не определены. Такие переменные в процессе компиляции инициализируются согласно правилам языка (неопределенным значением, нулём, NULL-указателем, …). Переменные, имеющие определение в другом исходном/объектном файле, должны быть предварительно объявлены с ключевым словом extern:
```
int
 
foo
;
 
//foo могло быть определено где-то в этом файле

extern
 
int
 
bar
;
 
//bar должно быть определено в другом файле

```

В Паскале и других виртовских языках программирования тот факт, что все сущности должны быть объявлены до первого использования — общее правило. В языке Си применяется то же правило, делая исключения для необъявленных функций и неполных типов. Так, в Си есть возможность реализации пары взаимно-рекурсивных функций:
```
int
 
first
(
int
 
x
)
 
{

   
if
 
(
x
 
==
 
0
)

      
return
 
1
;

   
return
 
second
(
x
-1
);
 
//опережающее обращение к second

}

int
 
second
(
int
 
x
)
 
{

   
if
 
(
x
 
==
 
0
)

      
return
 
0
;

   
return
 
first
(
x
-1
);

}

```

В Паскале аналогичная реализация требует предварительного объявления функции second до первого её использования. Без предварительного объявления компилятор выдаст сообщение об ошибке, означающее, что идентификатор second использован, не будучи объявленным.

## Опережающая ссылка (обращение)
Термин «опережающая ссылка» иногда употребляется как синоним предварительного объявления. Тем не менее, чаще всего под опережающей ссылкой (обращением) понимается фактическое использование сущности до какого-либо объявления; то есть обращение к second в примере выше есть опережающая ссылка. Таким образом, ввиду того, что предварительное объявление в Паскале обязательно, опережающая ссылка (обращение) в нём запрещена.
Пример опережающей ссылки в C++:
```
class
 
C
 
{

public
:

   
void
 
mutator
(
int
 
x
)
 
{
 
myValue
 
=
 
x
;
 
}

   
int
 
accessor
()
 
{
 
return
 
myValue
;
 
}

private
:

   
int
 
myValue
;

};

```

В этом примере два использования атрибута myValue до его объявления. C++ в целом запрещает опережающее обращение. Оно дозволено для особого случая: членов класса. Метод, изменяющий атрибут, не может быть скомпилирован до того, как компилятору станет известно о существовании myValue. Поэтому в ответственность компилятора входит помнить описание метода, пока он не увидит объявление myValue.
Обслуживание опережающих ссылок (обращений) может значительно увеличить сложность и требования к памяти компилятора. Обычно это становится препятствием к реализации компилятора в один проход.